# Санниквеллие
Санниквеллие, Санноквелле (англ. Sanniquellie) — город в Либерии.

## География
Расположен на севере страны, недалеко от границы с Гвинеей. Административный центр графства Нимба. Абсолютная высота — 671 метр над уровнем моря.

## Экономика
Основу экономики составляет производство резины и выращивание риса. Имеется станция на недействующей железнодорожной ветке, идущей от железных рудников в порт Бьюкенен, на побережье. Организованного общественного транспорта нет. Имеется 4 старших школы, несколько младших и средних школ.

## Население
По данным на 2013 год численность населения составляет 12 008 человек. Основные этнические группы: мано, дан и мандинка.
Динамика численности населения города по годам:
| 2008   | 2013   |
| ------ | ------ |
| 11 425 | 12 008 |